# Kazettás lőszerek
A kazettás lőszer olyan, a levegőből, földről vagy vízről indított lőszer vagy bomba, amely magából sok apró, akár több száz robbanó lőszert lök ki. Egy kazettás lőszer a résztölteteivel akár több futballpálya méretű területet is beteríthet. Bárki, aki a kazettás lőszer csapásmérő területén tartózkodik, nagy valószínűséggel meghal vagy súlyosan megsérül. Sokféle típusa létezik.

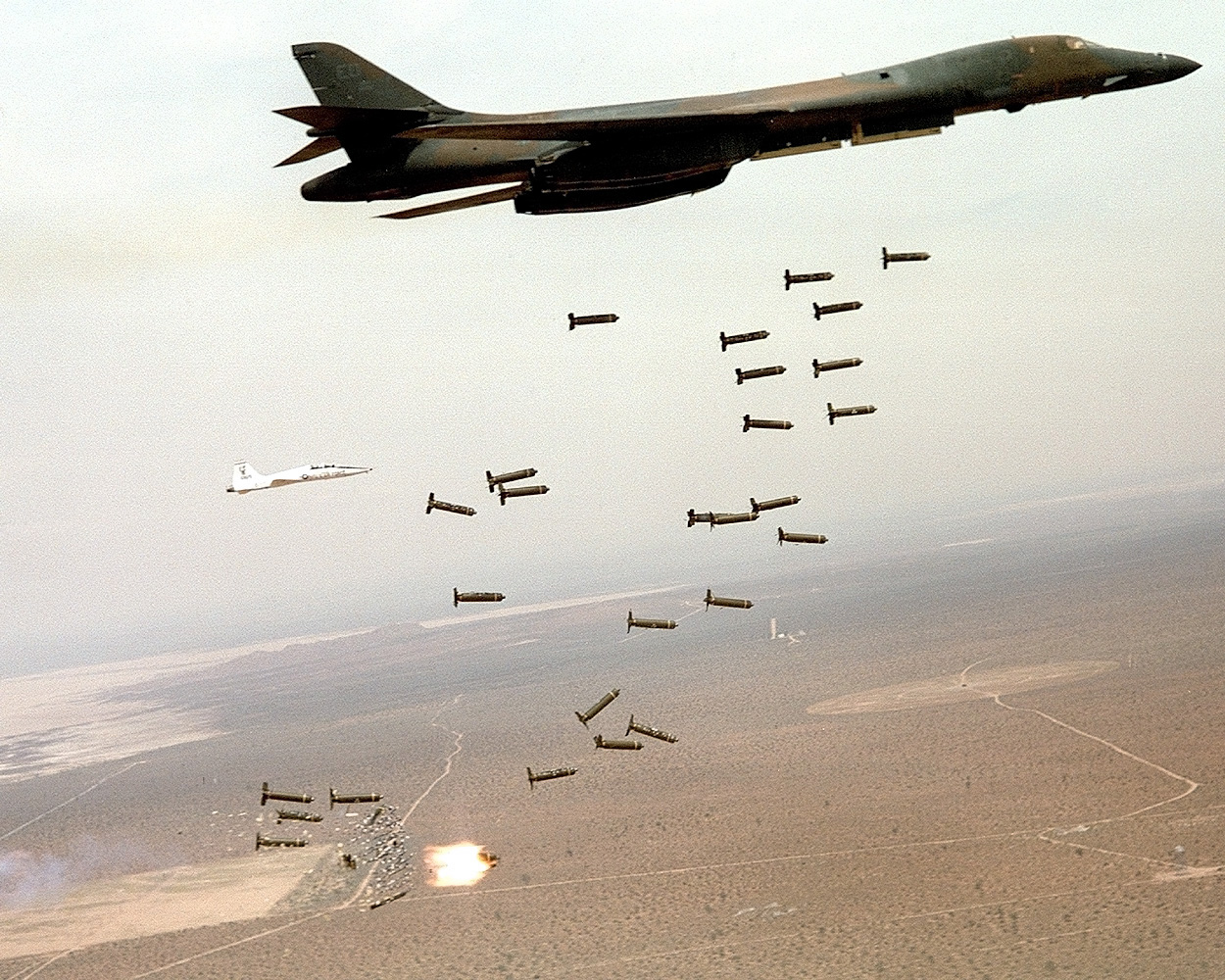
B–1B Lancer nehézbombázó kazettás bombákat old ki. A legalsó bombák már szétszórták résztöltetüket.

Egyik legfontosabb fajtája a kazettás bomba, az olyan légibomba, amely nagy számú (általában pár száz), kisebb robbanótöltetet tartalmaz, és a hordozó repülőeszközről történő leoldás után, még a levegőben, ezeket egy előre meghatározott nagyságú területen szétszórja. Fő felhasználási területe a nagy területen szétbontakozott, nem, vagy könnyen páncélozott célpontok (élőerő és harcjárművek) pusztítása. Páncéltörő változata harckocsik ellen is hatékonyan használható, mivel azok tetőpáncélzata viszonylag vékony. A repülőterek kifutópályáinak pusztítására is használnak speciális kazettás bombákat.
Tömegesen vetették be ezeket a fegyvereket a vietnámi háború során Laoszban (kb. 10 millió fel nem robbant altöltet), Kambodzsában és Vietnámban, majd kisebb mértékben a Közel-Keleten, a Falkland-szigeteken, Irakban (a bevetett bombák ¼-e), a délszláv háborúban a 90-es években, és legutóbb Libanonban 2006-ban. Mintegy 60 ország tart rendszerben szórt lőszereket. Ezek legnagyobb része több évtizede készült, működési mechanizmusa pontatlan, megbízhatatlan.
A kazettás lőszereket a második világháború tömeges támadásainak kivédésére kezdték kifejleszteni, alapvetően az ellenséges élőerő és harcjárművek gyülekezési, felvonulási körzetei ellen. A fegyver területcélpontok ellen alkalmazható, a fő bombatestbe helyezett kisebb résztölteteknek a célpont feletti kioldása révén. 
A legmodernebb változatok esetében a résztöltetek önálló célkeresési képességgel is rendelkezhetnek. Az ilyen tulajdonsággal nem rendelkező szórt lőszerek fel nem robbanási aránya nagymértékben függ az időjárástól, az üzemeltetők gondosságától, valamint a célkörzet jellegzetességeitől (például bokrokon fennakadhatnak a résztöltetek). Az akár egy futballpályányi, vagy annál nagyobb területet lefedő fegyverfajta lakott településen, vagy annak közelében történő bevetése jóval veszélyesebb a polgári lakosságra, mint a hagyományos lövedékek. A bevetési területet akár hosszú évekig az aknamezőkhöz hasonlóan kell kezelni, mivel a fel nem robbant résztöltetek legnagyobb része érintésre robban. A balesetek tipikusan a mezőgazdasági művelés, házépítés, egyéb földmunkák, tűzifagyűjtés, illetve a fémhulladék-gyűjtés közben következnek be. A résztöltetek érdekes formája, feltűnő, színes festése miatt (amelynek célja egyébként épp a véletlen rálépések okozta balesetek elkerülése) is igen magas az áldozatul esett gyermekek aránya. 

## A kazettás lőszerek betiltására irányuló lépések

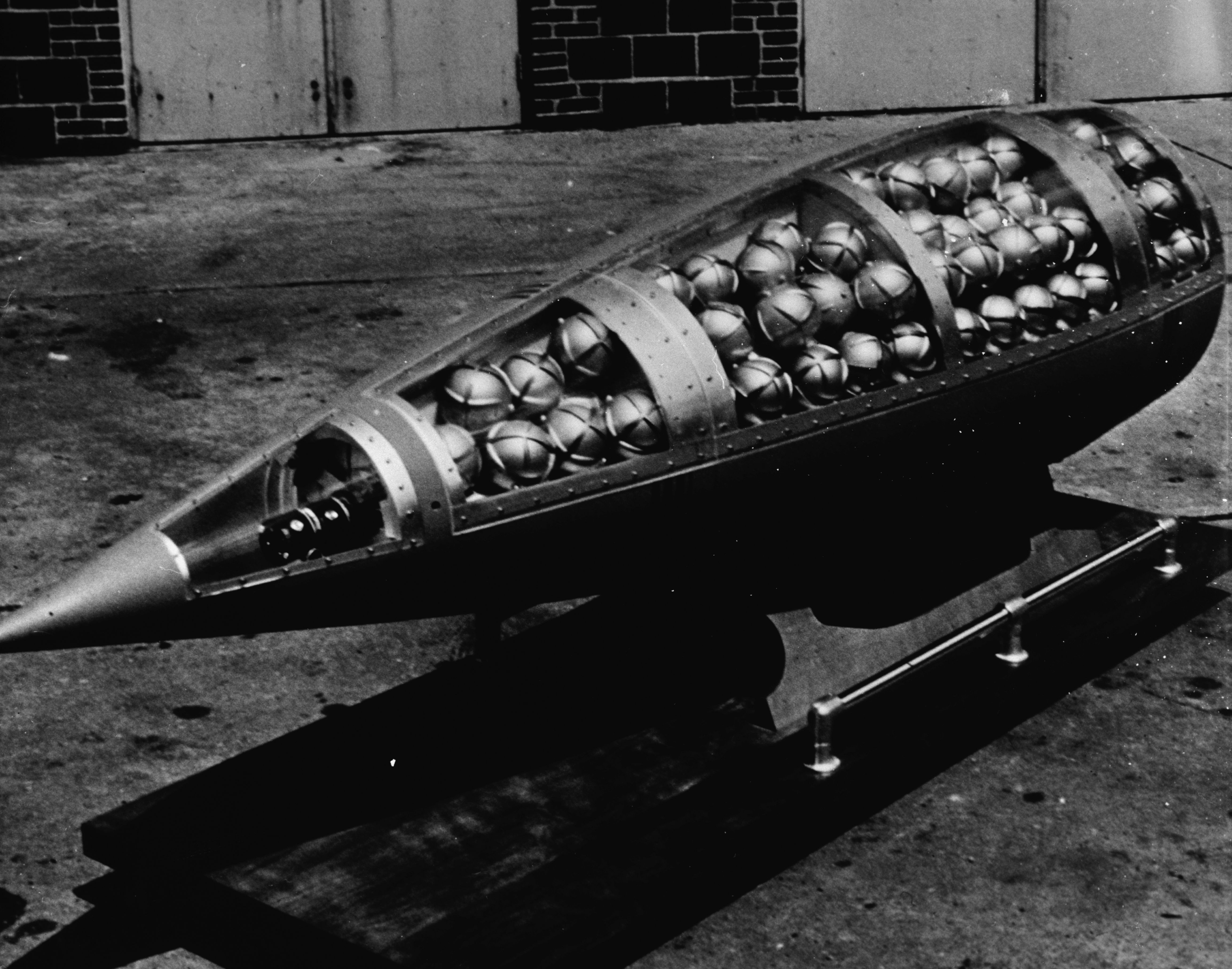
Kazettás bomba

A nemzetközi humanitárius jog elvei megkövetelik a hadviselő felektől, hogy megkülönböztessék a harcolókat és a nem-harcolókat, és megtiltja az olyan jellegű hadműveleteket, amelyek során ez a követelmény nem teljesíthető. 
Számos elemző és nem kormányzati szervezet, így például a Vöröskereszt Nemzetközi Bizottsága (International Committee of the Red Cross – ICRC) álláspontja szerint a kazettás lőszerek a nemzetközi szokásjog alapján tiltott fegyvernek minősülnek, elsősorban azért, mert hatásuk megkülönböztetés nélkülinek minősül. Ezzel szemben ellenérvként az szokott szerepelni, hogy a használat módja dönti el, hogy ez a fegyver mennyiben jogellenes: katonai élőerő, illetve harceszközök elleni alkalmazása tökéletesen megfelel a hadviselési szabályoknak.
2008. május 30-án Dublinban 107 állam elfogadta a kazettás fegyverek tilalmáról szóló nemzetközi egyezményt. Az egyezmény 2008. december 3-tól nyílt meg aláírásra, és a 30. megerősítő okirat letétbe helyezése után hat hónappal lépett hatályba. Nem csatlakozott az egyezményhez többek között az Egyesült Államok, Oroszország, Kína és Finnország.
Az egyezmény alapján tilos ilyen fegyver alkalmazása, gyártása, készleten tartása, illetve más államoknak való átadása, a létező készleteket pedig az azokat birtokló államoknak meg kell semmisíteniük.
Várhatóan az a kevés számú állam, amely rendszerben tart ilyen fegyvertípust, nem fog csatlakozni az egyezményhez, így a szerződéses tilalom rájuk nem fog kiterjedni. A konkrét jogi tilalom hiánya ellenére, az ICRC várakozása szerint az egyezmény léte, és széles körű elfogadottsága ezeket az államokat is álláspontjuk megváltoztatására fogja majd késztetni.
2012. február 27-én a magyar országgyűlés a magyar kormány javaslatára elfogadta a tiltó jogszabályt, melyet a 2012. évi XI. törvény a Kazettás Lőszerekről szóló Egyezmény kihirdetésérõl című jogszabályban rögzített és a Magyar Közlöny 2012/026. számában tett közzé (5779. o.). A jogszabály 5. §-ban leírtak alapján a Büntető törvénykönyv is módosult. A XI. tv. a kihirdetést követő napon – március 7., szerda – lépett hatályba.